# Federico Muñoz Contreras
Federico Muñoz Contreras ( Cuenca, 1880 - † Vilapicina, 10 de enero de 1935) fue verdugo titular de la Audiencia de Barcelona. Sucedió a Rogelio Pérez, que murió en una represalia anarquista en 1924. Ejecutó su primera sentencia con José Vidor. Tras la reforma del Código Penal de 1932 su trabajo queda en suspenso durante dos años, fecha en la que se restablece la pena de muerte para casos de terrorismo.
En 1935 recibió tres disparos en un bar de Vilapicina, muriendo en el acto. Se detuvo a tres personas en relación con el crimen. Se procesó y condenó en rebeldía (había huido a Francia y no regresó a España hasta estallar la Guerra Civil) a Genís Urrea Piñol como autor del crimen, que fue indultado en 1936
. Hoy día no está claro el autor del asesinato, aunque se considera que Muñoz fue asesinado por miembros de la FAI en represalia por la ejecución de Andrés Aranda unos meses antes.

## Reos ejecutados por Federico Muñoz (incompleta)
- José Didón[4] o Vidor[5] (Barcelona, agosto de 1926).
- Andrés Aranda Ortiz (Barcelona, 21 de diciembre de 1934).[6][5]